# Wolfgang Dippel

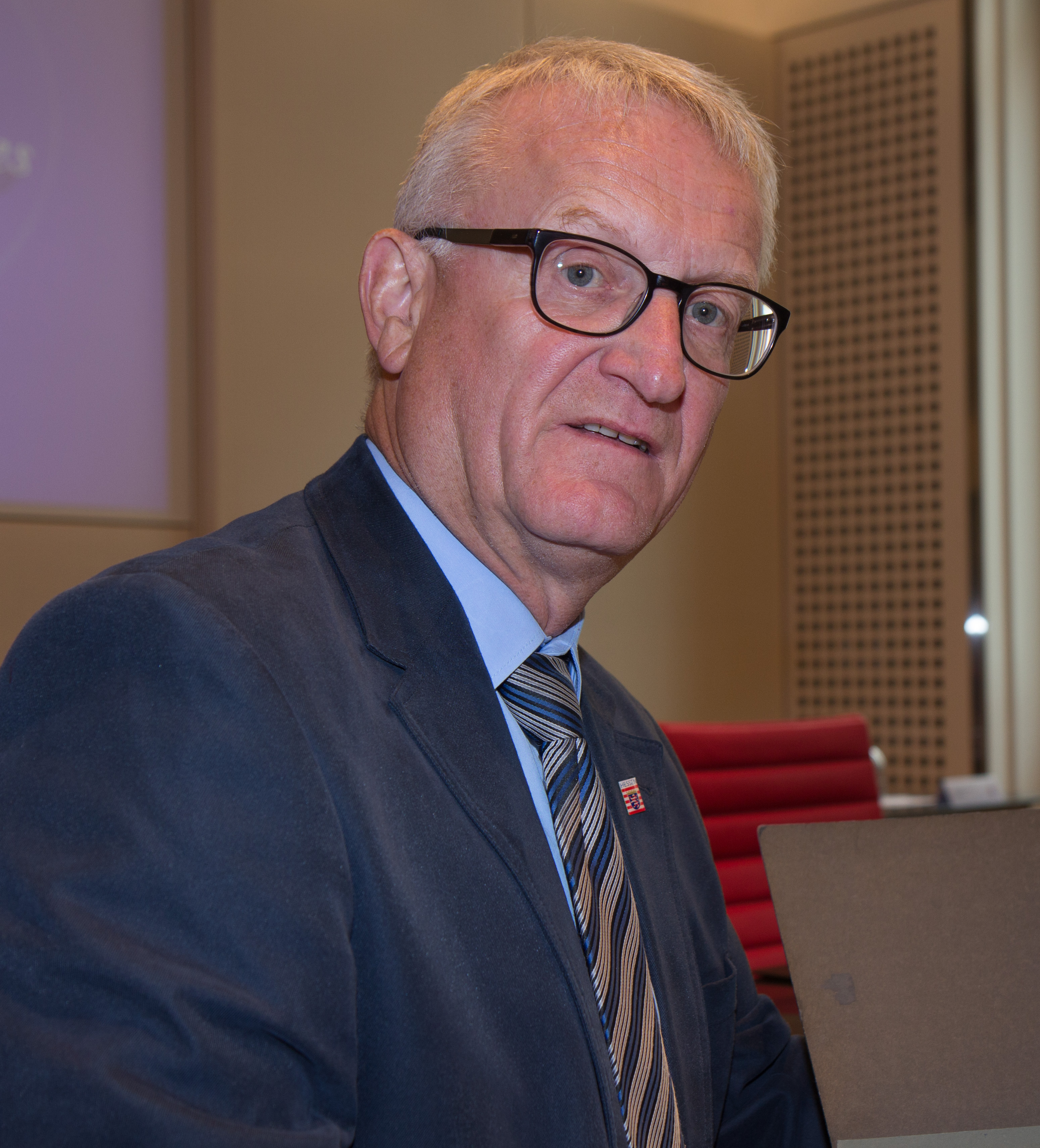
Wolfgang Dippel (2018)

Wolfgang Dippel (* 5. November 1954 in Warburg) ist ein deutscher Politiker (CDU).

## Leben
Dippel studierte nach einer Ausbildung zum Kaufmann von 1982 bis 1983 an der Fachhochschule Wirtschaft/Verwaltung und von 1983 bis 1989 an der Gesamthochschule Kassel Sozialwesen, politische Wissenschaften und Erziehungswissenschaften. Im Jahr 1989 graduierte er als Diplom-Sozialarbeiter und mit einem Magister Artium. Im Jahr 1994 wurde er an der Gesamthochschule Universität Kassel zum Thema Kommunalpolitik in einer Gemeinde: eine Untersuchung am Beispiel von Breuna promoviert.
Dippel war Leiter des Leistungsbereichs beim Landeswohlfahrtsverband Hessen in Kassel. Von 2004 bis 2014 war er Bürgermeister in Fulda, anschließend von 2014 bis 2019 Staatssekretär in Hessen.
Seit 2019 ist er als Unternehmensberater tätig. Dippel hat im Wintersemester 2019/20 einen Lehrauftrag im Fachbereich Sozialwesen an der Hochschule Fulda.
Er war bis zum 20. März 2022 Beiratsmitglied der SG Barockstadt Fulda-Lehnerz e. V. Von diesem Amt trat er zurück, nachdem er alkoholisiert während der Halbzeit eines Fußballspiels die rund 900 Zuschauer über die Mikrofonanlage dazu aufforderte: „nicht so viel zu fressen und zu saufen, sondern lieber die Mannschaft zu unterstützen“. Die Einnahmen des Essen- und Trinken-Verkaufs sollten zu 100 Prozent für Menschen in Notlage in der Ukraine gespendet werden. Später entschuldigte sich Dippel für den Fauxpas.
Dippel ist seit dem Jahr 1988 verheiratet und hat drei Kinder.

## Politik
Dippel ist seit 1984 Mitglied der CDU.

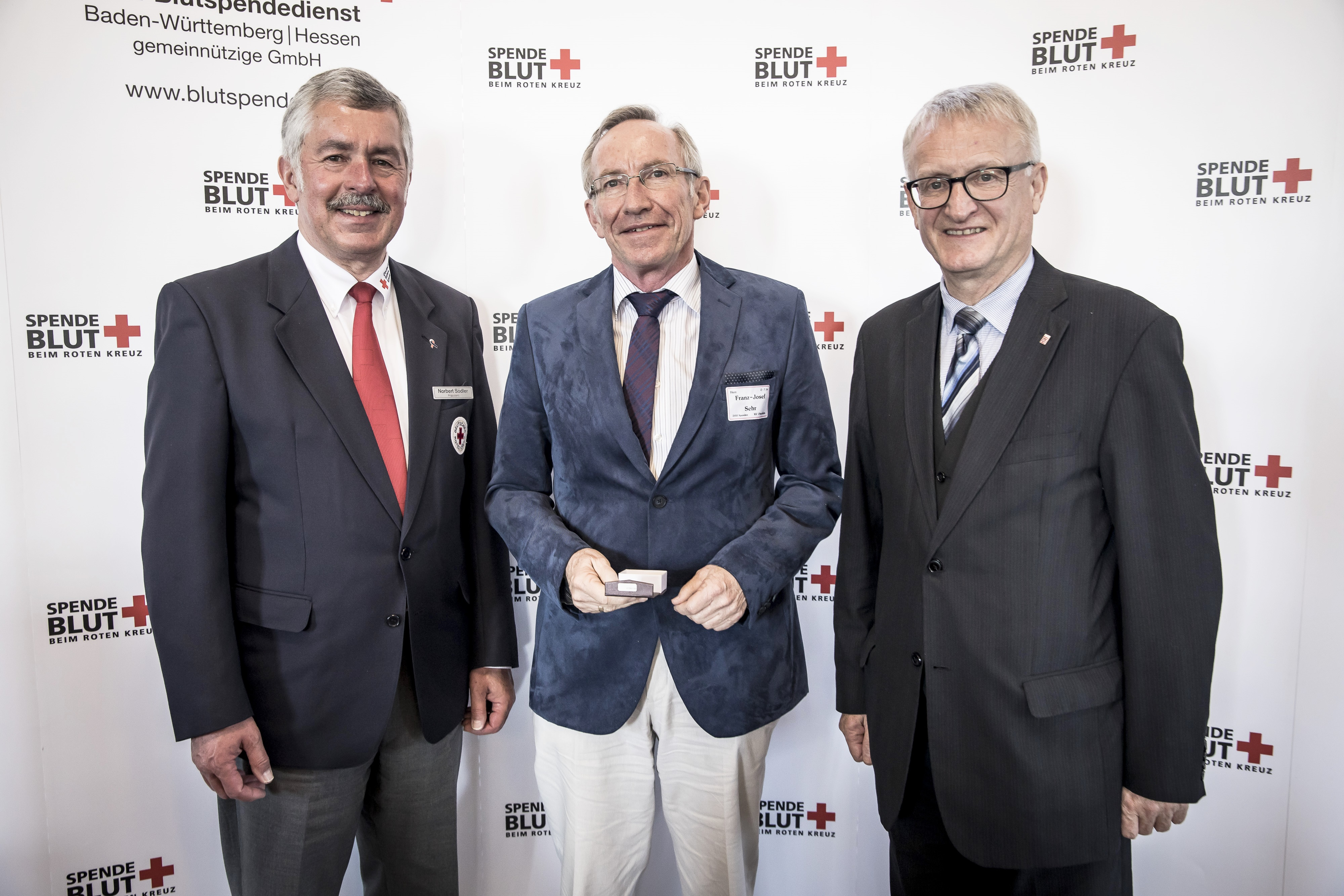
Wolfgang Dippel (re.) mit Norbert Södler (li.) und Franz-Josef Sehr

Dippel wurde mit Amtsantritt zum 1. Juni 2004 hauptamtlicher Bürgermeister sowie Schul-, Sport- und Sozialdezernent der Stadt Fulda und 2010 wiedergewählt. Amtsbedingt war er Aufsichtsrat der städtischen Beschäftigungsgesellschaft ProCommunitas GmbH, Vorsitzender des Jugendhilfeausschusses und zeitweise Aufsichtsratsmitglied der privaten Dalberg-Klinik AG. Er war zudem Vorsitzender des CDU-Stadtverbandes von 2010 bis 2014.
Am 18. Januar 2014 wurde Dippel zum Staatssekretär im Hessischen Ministerium für Soziales und Integration ernannt und zum 18. Januar 2019 in den Ruhestand versetzt.

## Promotion
Im Jahr 1994 wurde Dippel an der Gesamthochschule/Universität Kassel mit einer Dissertation zum Thema Kommunalpolitik in einer Gemeinde: eine Untersuchung am Beispiel von Breuna promoviert. 2014 wurde ein Plagiatsverdacht bekannt. 2015 beschloss der Promotionsausschuss des Fachbereichs Gesellschaftswissenschaften der Universität Kassel nach entsprechender Prüfung unter Hinzuziehung externer Sachverständiger, Dippel die Promotion abzuerkennen, weil der Vorwurf des Plagiats gerechtfertigt sei. Dippel legte gegen die Aberkennung Widerspruch ein und erhob nach dessen Zurückweisung erfolgreich Klage beim Verwaltungsgericht Kassel. Es führte u. a. aus, dass man Dippel keine Täuschung vorwerfen könne. Er hatte sich im Verfahren darauf berufen, dass „die Kritikpunkte an seiner wissenschaftlichen Arbeit dem Prüfungsgremium schon vor der Vergabe des Doktortitels bekannt gewesen seien“. Nachdem das Verwaltungsgericht eine Berufung gegen sein Urteil nicht zugelassen hatte, lehnte auch der Hessische Verwaltungsgerichtshof (VGH) einen Antrag der Universität auf Zulassung der Berufung mit der Begründung ab, die geltend gemachten Zulassungsgründe seien entweder bereits nicht ordnungsgemäß dargelegt worden oder lägen in der Sache nicht vor. Der VGH verwies insbesondere darauf, das Verwaltungsgericht habe die angefochtenen Bescheide, mit denen der Doktorgrad entzogen worden war, lediglich mit der Begründung aufgehoben, dass die Universität das ihr eröffnete Rechtsfolgeermessen in Bezug auf den Entzug des Doktorgrads fehlerhaft ausgeübt habe. Hierbei habe das Verwaltungsgericht seine Entscheidung tragend auf die Erwägung gestützt, dass die Universität, ungeachtet des intendierten Ermessens, zu einer wertenden Betrachtung aller Umstände des Einzelfalls im Hinblick auf das mögliche Vorliegen eines atypischen Ausnahmefalls verpflichtet gewesen sei und dass die Universität es in diesem Zusammenhang versäumt habe, die Umstände des vorliegenden Einzelfalls umfassend aufzuklären, angemessen zu gewichten und gegeneinander abzuwägen.